# Шкловский, Исаак Владимирович
Иса́ак Влади́мирович (Ву́льфович) Шкло́вский (8 (20) апреля 1864, Елисаветград — 28 февраля 1935, Лондон) — русский публицист, этнограф и беллетрист, известный под псевдонимом Дионео.

## Биография
Исаак Владимирович Шкловский родился в многодетной и бедной еврейской семье, дядя Виктора Борисовича Шкловского. Его отец, Вульф Шкловский, был лесником под Уманью и вернулся в Елизаветград незадолго до рождения сына. Его мать опубликовала книгу мемуаров на идише, заканчивающуюся началом Гражданской войны.
Учился в гимназии в Елизаветграде, затем в Харьковском университете. Писать начал с 16 лет, помещая в южных газетах стихотворения, рассказы, критические статьи.
Участвовал в народническом движении. С 1886 год по 1892 год был выслан в Средне-Колымск Якутской области, где одновременно с бытом коренных народов изучал новые языки; печатал в «Одесских Новостях» и «Русских Ведомостях» беллетристико-этнографические очерки, из которых первый «К полярному кругу» вышел отдельно и по-английски.
С 1893 года состоит постоянным сотрудником «Русских Ведомостей», где поместил ряд сибирских очерков, собранных в книге «На крайнем северо-востоке Сибири» (1895; французский перевод, 1896). Ещё ранее «Очерки крайнего северо-востока» Шкловского были напечатаны в «Записках Восточно-Сибирского отдела Императорского Русского географического общества» (1892).
По предложению редакции «Русских Ведомостей» отправился в 1896 году в Лондон, печатал свои очерки английской жизни в «Русских Ведомостях» (за подписью Sh.) и с 1897 года в «Русском Богатстве» (за подписью Дионео); статьи из «Русского Богатства» изданы отдельно редакцией этого журнала в переработанном виде, под заглавием «Очерки современной Англии» (1903). Первым описал на русском языке ужасный быт работных домов в Великобритании.
Кроме того, Шкловский писал рассказы (в «Русских Ведомостях», сборниках «На славном посту» и «Братская помощь») и печатал статьи в английских изданиях («Academy», «Daily Chronicle» и др.). Считался самым авторитетным специалистом по Великобритании в русской прессе своего времени. Первый переводчик Рабиндраната Тагора на русский язык (1913).
Негативно воспринял Октябрьскую революцию, уже в 1919 году опубликовав критическую книгу «Россия под большевиками» (на английском языке). Принял активное участие в организации и деятельности лондонского надпартийного «Комитета Освобождения», в который входили А. В. Тыркова-Вильямс, М. И. Ростовцев, К. Д. Набоков, М. В. Брайкевич и другие. Позднее примкнул к Республиканско-демократическому объединению и стал лондонским корреспондентом «Последних новостей», сотрудничая также в рижском «Сегодня», в «Современных Записках» и других зарубежных изданиях. Был лондонским представителем пражского Русского заграничного исторического архива.
Жена — редактор и публицист Зинаида Давыдовна Шкловская (ум. 24 февраля 1945 года), была дружна и вела многолетнюю переписку с Г. П. Струве.

## Книги
- Очерки Крайнего Северовостока (Якуты, ламуты: одежда, жилище). Записки ВСОИРГО по общей географии, том 2, выпуск 2 (часть 1). СПб, 1892. — С. 1—123.
- На крайнем северо-востоке Сибири. Издательство Л. Ф. Пантелеева: СПб, 1895.
- Инквизиция и евреи в Испании в XV веке: исторический очерк. Второе издание: Издательство книжного магазина Шермана: Одесса, 1896.
- Очерки современной Англии. Издательство редакции журнала «Русское богатство»: СПб, 1903.
- Английские силуэты. Издательство редакции журнала «Русское Богатство»: СПб, 1905.
- На темы о свободе: сборник статей. Издательство М. В. Пирожкова: СПб, 1908.
- Рефлексы действительности: Литературные характеристики. Типография А. И. Мамонтова: Москва, 1910.
- Меняющаяся Англия. В двух частях. Книгоиздательство писателей: Москва, 1914 и 1915.
  - 2-е изд.
- In Far North-East Siberia. McMillan: Лондон, 1916.
- Без работы. Родная речь, № 57, 1916.
- Russia under the Bolsheviks. Wilkinson Brothers: Лондон, 1919.
- Count Smorltork in Russia. Spottiswoode, Ballantyne and Co: Лондон, 1919.
- The Reconstruction of Russia: Russia as an Economic Organism (by N. Nordman), Russian Jews and the League of Nations (by S. Poliakoff-Litovtzeff), The Ukrainian Question (by I. V. Shklovsky); edited by P. Vinogradoff. London — New York: Oxford University Press, H. Milford, 1919. — 68 p.
- Англия. За пять лет: 1914—1919. Русское книгоиздательство в Париже Жак Поволоцкий и Co, 1920.
- Кровавые зори: десять этюдов. Русское книгоиздательство в Париже Жак Поволоцкий и Co, 1920.
- Mr. Squeers' Academy. Лондон, 1920.
- Пёстрая книга: двенадцать характеристик. Северные огни: Стокгольм, 1921.
- Ирландские очерки. Русское книгоиздательство в Париже Жак Поволоцкий и Co, 1921.
- Англия после войны. Прага: Пламя, 1924.